# Donald Byrne
Pour les articles homonymes, voir Byrne.
Donald Byrne (né à New York le 12 juin 1930, mort à Philadelphie le 8 avril 1976) fut l'un des plus forts joueurs d'échecs des États-Unis dans les années 1950 et 1960.

## Biographie et carrière
Donald Byrne gagna le championnat open des États-Unis (l'U.S. Open) en 1953. Il étonna en dominant le Russe Youri Averbakh 3-1 au cours du match États-Unis - URSS à Moscou en 1954. Donald Byrne perdit contre le jeune Bobby Fischer lors de la célèbre Partie du siècle en 1956, pendant le trophée Rosenwald disputé à New York. Fischer est alors âgé de 13 ans.
En 1962, il reçoit le titre de maître international par la Fédération internationale des échecs. Il participe à cinq olympiades d'échecs pour les États-Unis en tant que joueur ou entraîneur entre 1962 et 1972. Son frère aîné, le GM Robert Byrne, était également un grand joueur à cette époque.
Donald Byrne est professeur d'anglais à l'université de Pennsylvanie de 1961 jusqu'à sa mort en 1976 des suites de complications d'un lupus.  Il est inscrit à titre posthume dans le Hall of Fame américain des échecs en 2002.

## Exemple de partie
Dans la partie suivante, Byrne bat le candidat au championnat du monde Efim Geller et cette victoire lui vaut un prix de beauté : 
Efim Geller-Donald Byrne, match URSS-États-Unis, Moscou 1955 :
1.e4 c5 2.Cf3 d6 3.d4 cxd4 4.Cxd4 Cf6 5.Cc3 g6 6.Fe3 Fg7 7.f3 Cc6 8.Dd2 O-O 9.O-O-O Fe6 10.Rb1 Tc8 11.g4 Da5 12.Cxe6 fxe6 13.Fc4 Cd8 14.Fe2 Cd7 15.Fd4 Ce5 16.f4 Cdc6 17.Fxe5 dxe5 18.f5 Cd4 19.fxg6 hxg6 20.Thf1 Tf4 21.g5 b5 22.Fd3 Tcf8 23.Dg2 b4 24.Ce2 Dc5 25.Dh3 Tf3 26.Txf3 Txf3 27.Dg4 Txd3 28.Tc1 Td1 29.c3 Txc1+ 30.Rxc1 Cxe2+ 31.Dxe2 bxc3 32.Dg2 cxb2 33.Rxb2 Db4+ 34.Rc2 a5 35.Dg4 Dc5+ 36.Rb3 Db6+ 37.Rc3 a4 38.h4 Dd4+ 39.Rc2 Df2+ 40.Rd3 Dxa2 41.h5 Db3+ 42.Rd2 gxh5  0-1.